# Nova Kakhovka
Nova Kakhovka (tiếng Ukraina: Нова Каховка) là một thành phố của Ukraina. Thành phố này thuộc tỉnh Kherson. Thành phố này có diện tích ? km², dân số theo điều tra dân số năm 2001 là 52.137 người.